# Simone Vagnozzi
Simone Vagnozzi (Ascoli Piceno, 30 de maio de 1983) é um tenista profissional italiano, seu melhor posicionamento em rankings na ATP, é em duplas de 107°, em simples de 192° alcançado em 2006.

## Simples

### Vice-Campeonatos (2)
| Legenda               |
| ATP Challenger Series |

| N. | Data       | Torneio             | Piso   | Oponente na final | Placar da final     |
| 1. | 11.06.2007 | Bytom, Polônia      | Saibro | Peter Luczak      | 3-6, 3-6            |
| 2. | 26.05.2008 | Alessandria, Itália | Saibro | Paolo Lorenzi     | 6-4, 6-7(5), 6-7(4) |